# Mellon z Rouen
Św. Mellon (Mellonius, Mellouns) z Rouen (zm. 22 października 313 lub 314) – „apostoł” i drugi biskup Rouen. Święty katolicki.

## Życiorys
Urodzony w Cardiff (Walia), św. Mellonius prawdopodobnie przybył do Rzymu za panowania Waleriana I, tam pod wpływem papieża Stefana I przyjął chrzest oraz święcenia biskupie i został wysłany do Galii.
Uważa się, że św. Mellonius przybył do Rouen głosić Ewangelię ok. 260 roku. Zgodnie z podaniem, pewien młody człowiek imieniem Prekordiusz wszedł na dach swojego domu, aby lepiej usłyszeć świętego, ale spadł stamtąd pod same nogi Melloniusa, gdzie zmarł. Święty wskrzesił młodziana, w reakcji na co wielu miejscowych przyjęło chrześcijaństwo. Z wdzięczności za cud ojciec Prekordiusza przeznaczył swój dom dla nabożeństw. Zmarł prawdopodobnie w miejscu swego posługiwania 22 października 313 lub 314 roku.
Wspominany jest 22 października.